# La prima stella. Valgrande '44
La prima stella. Valgrande '44 è un romanzo per ragazzi di Guido Petter, pubblicato postumo nel 2011 da Interlinea edizioni. La storia si svolge sulla sponda piemontese del Lago Maggiore durante la seconda guerra mondiale e i protagonisti sono un gruppo di giovani amici che vivono il tragico capitolo degli eccidi di Fondotoce e Baveno nel giugno 1944.

## Trama
Il libro si apre con un gruppo di amici che si ritrovano tutte le sere sul lungolago di Intra per chiacchierare su idee, progetti, speranze per il futuro. Tra di loro ci sono Riccardo, Marcello ed Emilana. È l'estate del 1944 e "la quotidianità per loro significa il coprifuoco, le ronde dei repubblichini, la preoccupazione e la paura per le nefaste conseguenze della guerra" (dalla quarta di copertina). Sulle montagne alle spalle del lago, soprattutto quelle della Valgrande avverrà, sotto i loro occhi impauriti, una grande operazione di rastrellamento da parte di nazisti e fascisti che intendono fare terra bruciata intorno ai partigiani, per catturarli; tra di loro il lettore impara a conoscere Armando, il fratello di Emiliana. In questo drammatico contesto Riccardo e Marcello si pongono, in modo diverso, la questione di una scelta che sia in armonia con i valori in cui credono.

## Edizioni
- Guido Petter, La prima stella. Valgrande '44, collana "Gli aironi", Interlinea edizioni, 2011,  pp. 128, con nota di Mauro Begozzi, appendice di documenti storici e illustrazioni, ISBN 978-88-8212-589-9.